# Fisiologia muscolare
La fisiologia muscolare approfondisce i meccanismi che avvengono a livello del tessuto muscolare, il quale è il responsabile del movimento del corpo ed è caratterizzato da cellule specializzate, la cui capacità principale è quella di contrarsi. In particolare, ciò che permette a queste cellule di effettuare la contrazione è l'interazione tra i miofilamenti: i filamenti sottili, composti principalmente da actina, e i filamenti spessi, composti dalla proteina miosina. Questi filamenti, nelle fibre muscolari striate scheletriche e nelle cellule muscolari striate cardiache, sono organizzati in strutture, chiamate sarcomeri. I sarcomeri rappresentano l'unità funzionale e strutturale del muscolo. 

## Ciclo meccanico della contrazione muscolare
In condizioni a riposo, la testa della miosina del filamento spesso, a cui è legata una molecola di ATP, si trova inclinata di circa 45° rispetto al filamento di actina. Grazie all'attività ATPasica della testa miosinica, si ha idrolisi: {\displaystyle ATP\rightarrow ADP+P_{i}} (tali prodotti rimangono entrambi associati alla testa) e l'energia liberata viene usata per cambiare orientamento, da 45° a 90°. La testa miosinica è ora in grado di interagire con il filamento di actina e si ha l'interazione acto-miosinica, che è seguita dalla liberazione del gruppo fosfato (Pi) e corrispondente liberazione di energia, la quale determina una modifica conformazionale della testa miosinica e il suo ritorno in conformazione a 45°. Durante la fase di ritorno, la testa della miosina porta con sé il filamento di actina legato. A questa fase corrisponde la produzione di forza o accorciamento del muscolo. Una volta staccatosi il gruppo fosfato, affinché il ciclo ricominci, una molecola di ATP sostituisce l'ADP e ciò determina il distacco della miosina dal filamento di actina. Qualora non vi sia disponibilità di ulteriore molecola di ATP, la miosina rimane legata all'actina e il muscolo diventa rigido, si ha così la situazione di rigor mortis, tipica del muscolo in seguito alla morte dell'organismo. 

### Differenza tra forza e accorciamento
Si immagini la porzione leggera della miosina come una leva alla cui estremità si trova la testa globulare della miosina, con all'interno una molla. 
Si ha una situazione di contrazione isometrica quando il sarcomero non si accorcia ma, genera una forza. In questo caso, la miosina, in seguito a distacco del gruppo fosfato, tende a tornare nella conformazione a 45°, ma i filamenti di actina sono fermi, perciò il fenomeno corrisponde a un allungamento della molla per forza, senza movimento.
Si ha una situazione di contrazione isotonica, e quindi di accorciamento, quando il filamento di actina non è bloccato al movimento e la testa della miosina può tornare nella conformazione a 45°. 

### Registrazione dell'attività meccanica del muscolo
Il trasduttore di forza è uno strumento in grado di misurare la forza esercitata dal muscolo. In genere è uno strumento rigido, di modo che la forza applicatagli non deformi il trasduttore e la lunghezza del muscolo non cambi, così da registrare la forza del muscolo in condizioni isometriche. È possibile effettuare anche la misurazione dell'accorciamento del muscolo; in questo caso si fa uso di un peso collegato a un'estremità dello strumento, così che il muscolo vi possa reagire, sollevandolo (si precisa che il muscolo non si contrae contro una forza pari a 0). La forza registrata viene trasformata in un segnale di voltaggio. 
Il muscolo viene isolato dall'organismo con i tendini integri e messo in soluzione fisiologica, legato da un lato a un punto fermo, dall'altro al trasduttore. La contrazione viene generalmente stimolata elettricamente da elettrodi di stimolazione disposti lungo tutta la lunghezza del muscolo, così che la corrente attraversi tutto il muscolo contemporaneamente. Poiché le varie fibre muscolari, che compongono un muscolo, possono avere diversa soglia di eccitazione, si aumenta l'intensità di corrente fino a certezza che siano tutte attivate, ovvero quando, all'aumentare dell'intensità, non corrisponde più un aumento della forza poiché, aumentando l'intensità dello stimolo elettrico in una contrazione isometrica, aumenta anche la forza in risposta delle fibre muscolari. 
Nella contrazione isometrica si misura la forza prodotta dal muscolo, perché la sua lunghezza è costante; al contrario, nella contrazione isotonica si misura l'accorciamento del muscolo libero di contrarsi. 

#### Valori durante la contrazione isometrica:
La fibra muscolare, durante una scossa semplice, sviluppa una forza, che presenta un valore di picco, seguita dal rilassamento del muscolo. Se vengono dati una serie di stimoli ripetuti, si ha il susseguirsi dei picchi di forza. Se vengono fatti avvicinare tra di loro gli stimoli, di modo che il secondo potenziale di azione stimoli il muscolo quando ancora non si è completamente rilassato in seguito al primo stimolo, la forza sviluppata dal secondo stimolo si somma a quella precedente. 
Si ha la situazione di tetano incompleto, quando si raggiunge una situazione di forza con andamento ondulatorio attorno a un valore medio costante. Il tetano incompleto corrisponde perciò alla parziale somma delle forze semplici dovute ai singoli stimoli elettrici.
Si ha tetano completo o fuso quando, aumentando ulteriormente la frequenza di stimolazione, il secondo stimolo cade quando ancora non è iniziata la fase di rilassamento del muscolo in seguito al primo stimolo, e il valore di forza ha un plateau. Il valore della forza massima del plateau è definita T0 e, rappresenta la risultante delle singole forze. 
Il valore T0 dipende dalla lunghezza iniziale del muscolo. La forza di un muscolo cambia, variandone la lunghezza iniziale. Quindi, il tetano completo corrisponde alla somma totale, per fusione, delle forze semplici.
Nella contrazione isometrica, la forza massima di tetano ha un andamento curvilineo e la forza massima esercitabile è tanto più piccola quanto più è accorciato il muscolo. 
È importante ricordarsi che, quando il muscolo viene isolato dall'organismo, si ha una lunghezza inferiore alla lunghezza di riposo fisiologica. 
Durante le registrazioni, inizialmente si ottiene la forza sviluppata dal muscolo in condizione di riposo, senza stimolazione. Questa è la forza passiva del muscolo, indipendente dall'interazione acto-miosinica e, rappresenta la forza esercitata dagli elementi elastici connettivali, orientati parallelamente alle fibre muscolari. 
In seguito, viene aggiunta una stimolazione elettrica alla forza passiva e, si ottiene il valore di tetano della forza prodotta dal muscolo a varie lunghezze: a lunghezze elevate, il valore della forza passiva e quella totale coincidono; la forza totale contiene la forza passiva. Se alla forza totale sottraggo la forza passiva, ottengo i valori della forza attiva, sviluppata dalle sole fibre contrattili. 
Questi risultati permettono di considerare il muscolo come un insieme di componente contrattile (le miofibrille muscolari) e componente elastica (le fibre elastiche), in parallelo tra loro. 
Si considerino ora i valori molecolari di lunghezza del sarcomero in condizioni fisiologiche.
Il sarcomero che presenta una lunghezza di 3.65 µm corrisponde al sarcomero al massimo dello stiramento. In esso i filamenti spessi presentano una lunghezza di 1.6 µm e gli emifilamenti sottili di 1 µm, mentre la banda Z di 0.05 µm. In questo stato, non si ha sovrapposizione dei filamenti spessi e filamenti sottili, per cui il sarcomero non può esercitare forza. (Tale condizione non esiste in natura, a meno che non vi sia una condizione patologica. Infatti, vi sono diverse molecole a livello del sarcomero che impediscono l'allungamento e la perdita di una regione, benché minima, di sovrapposizione tra i due tipi di filamenti.). 
Il sarcomero che presenta una lunghezza di 2.25-2.05 µm, può formare il numero massimo di interazioni acto-miosiniche, grazie alla sovrapposizione completa di tutte le teste miosiniche sui filamenti sottili, e perciò vi corrisponde la forza più elevata esercitata dal muscolo. 
Questo esperimento suggerisce che gli elementi responsabili della contrazione muscolare sono le teste della miosina. Le teste della miosina sono paragonabili a molte molle in parallelo che uniscono i due filamenti, perciò la loro forza si somma. Gli emisarcomeri sono invece paragonabili a molle in serie, quindi esercitano tutti la stessa forza. 

#### Valori durante la contrazione isotonica:
Si ha una situazione nella quale il muscolo si accorcia contro una forza peso (≠0); vengono prese in considerazione varie forze peso. 
Il comportamento del muscolo varia: inizialmente si contrae in condizioni isometriche, quindi si ha una tensione del muscolo; quando sviluppa una forza uguale e contraria alla forza peso esercitata dal carico, inizia ad accorciarsi con velocità costante. 
Nella contrazione isometrica la forza massima di tetano ha un andamento curvilineo e la forza massima esercitabile è tanto più piccola quanto più è accorciato il muscolo; ciò significa che, a un certo punto l'accorciamento del muscolo sarà tale che la forza peso esercitata dal carico corrisponderà alla forza massima di tetano esercitabile (la forza isometrica). Questa situazione si verificherà prima, su un asse di tempo, per un carico più pesante e dopo, per un carico più leggero. 
La relazione tra forza e accorciamento, o relazione forza-velocità di Hill, è descritta dalla seguente equazione iperbolica:
```

  

    

      

        
(

        
v

        
+

        
b

        
)

        
(

        
F

        
+

        
a

        
)

        
=

        
b

        
(

        

          
F

          

            
0

          

        

        
+

        
a

        
)

      

    

    
{\displaystyle (v+b)(F+a)=b(F_{0}+a)}

  

```

Laddove a e b sono costanti termodinamiche.
La velocità massima di accorciamento si ha quando la forza è uguale a 0 mentre, quando la forza è isometrica, ho velocità di accorciamento uguale a 0. 
Si prenda in considerazione il muscolo stimolato per avere il tetano. Una volta sviluppato il tetano, si sottopone improvvisamente il muscolo, previo l'attacco a un capo di un carico, a una forza peso minore rispetto alla forza esercitata dal muscolo in quel momento. Si osserverà un picco di caduta di lunghezza, che corrisponde al rilascio della componente elastica in serie (il tendine). 
Il muscolo si può quindi descrivere come un modello meccanico in cui vi sono 3 componenti: 
- una componente contrattile: miofibrille contrattili;
- una componente elastica in serie: il tendine;
- una componente elastica in parallelo: guaina connettivale del muscolo.

## Relazione potenza-forza nel muscolo
La potenza P (di un muscolo) è proporzionale alla forza F moltiplicata per la velocità v. 
La relazione potenza-forza dice che il muscolo sviluppa la massima potenza per un valore di forza attorno al 45% della forza massima; la P sviluppata dal muscolo è uguale a 0 quando la F è 0 o quando la F è massima.
```

  

    

      

        
P

        
=

        

          

            

              
L

              
a

              
v

              
o

              
r

              
o

            

            
t

          

        

        
=

        

          

            

              
F

              
⋅

              
 

              
s

            

            
t

          

        

        
=

        
F

        
⋅

        
 

        
v

      

    

    
{\displaystyle P={\frac {Lavoro}{t}}={\frac {F\cdot \ s}{t}}=F\cdot \ v}

  

```

Il muscolo utilizza energia chimica per produrre lavoro. Parte di questa energia chimica viene sviluppata sotto forma di calore. Si vedono le variazioni del calore prodotto da un muscolo in funzione del tempo, a partire da una stimolazione, prendendo come valore di riferimento il calore prodotto dal muscolo a riposo:
- quando il muscolo comincia a contrarsi, il calore viene liberato più velocemente. Il calore iniziale è detto calore di attivazione e rappresenta il calore sviluppato dai legami acto-miosinici;
- durante la contrazione tetanica si ha produzione costante di calore, definito calore di mantenimento, dovuto ai cicli di interazione acto-miosinica;
- durante l'accorciamento si ha un aumento del calore prodotto, rispetto al calore di mantenimento; ciò indica che si ha un aumento della frequenza dei cicli di interazione acto-miosinica.

L'energia totale liberata dal muscolo è la risultante della somma del calore liberato e del lavoro. Quando la forza è massima oppure, quando la forza è uguale a 0 e la velocità è massima, tutta l'energia viene liberata sotto forma di calore. Inoltre, nella contrazione isometrica, il muscolo produce meno energia, rispetto a quella prodotta nella contrazione isotonica. 
Il muscolo non ha un valore fisso di energia anzi, l'energia al suo interno varia con l'accorciamento; ciò è espresso dall'effetto Fenn:
{\displaystyle E=I+W}
- E è l'energia liberata;
- I è il costo energetico di produzione della forza isometrica;
- W il lavoro svolto.

## Teoria dello scorrimento dei filamenti sottili
La teoria del filamento scorrevole spiega il meccanismo di contrazione muscolare, quale basato su proteine muscolari che scivolano l'una sull'altra per generare movimento; i filamenti di actina delle fibre muscolari scivolano sui filamenti di miosina durante la contrazione muscolare, mantenendo ciascuno una lunghezza relativamente costante.
Questa teoria è stata originariamente concepita da Hugh Huxley nel 1953 e successivamente è stata introdotta nel 1954, in maniera indipendente, da due gruppi di ricerca, uno composto da Andrew Huxley e Rolf Niedergerke dell'Università di Cambridge, l'altro composto da Hugh Huxley e Jean Hanson dell'Istituto di Tecnologia del Massachusetts.
Prima degli anni cinquanta, c'erano diverse teorie sulla contrazione muscolare, tra cui il folding proteico, l'attrazione elettrica o la teoria che prevedeva la modifica delle proteine, mentre la teoria del filamento scorrevole introdusse un nuovo concetto, definito “cross-bridge” (“ponte trasversale oscillante”). Questa teoria afferma che l'actina e la miosina formano un complesso proteico (complesso acto-miosinico) mediante l'attacco della testa di miosina sul filamento di actina, formando un ponte tra i due filamenti.

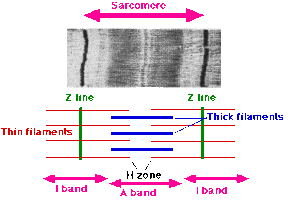
Struttura del sarcomero al microscopio elettronico e spiegazione schematica

Nel 1864 Willy Kühne, uno scienziato tedesco, scoprì la prima proteina muscolare, la miosina. Nel 1939, un team russo composto da Vladimir Alexandrovich Engelhardt e Militsa Nikolaevna Lyubimova scoprirono che la testa della miosina aveva una proprietà enzimatica (definita proprietà ATPasica), grazie alla quale può rompere i legami fosfo-anidridici dell'ATP, con conseguente rilascio di energia. 
Nel 1942, Albert Szent-Györgyi, un fisiologo ungherese (Premio Nobel per la Fisiologia o la Medicina nel 1937 per il lavoro svolto sulla vitamina C e l'acido fumarico), ha dimostrato che l'ATP rappresenta la fonte di energia per la contrazione muscolare. Egli osservò che le fibre muscolari contenenti miosina B si accorciavano in presenza di ATP, al contrario di quelle contenenti la miosina A. 
Brunó Ferenc Straub scoprì che la miosina B era associata a un'altra proteina, che chiamò actina, invece la miosina A non vi era associata. Straub purificò l'actina nel 1942, mentre Szent-Györgyi purificò la miosina A nel 1943. Capirono che la miosina B era una combinazione di miosina A e actina, perciò cambiarono il nome della miosina B, che fu definita come "acto-miosina". Alla fine degli anni quaranta il team di Szent-Györgyi aveva ipotizzato che l'acto-miosina fosse un enzima funzionale nell'ambito della contrazione muscolare ma, l'idea generale era contraria e affermava che la miosina era una proteina strutturale.
Hugh E. Huxley (dottorato di ricerca presso l'Università di Cambridge nel 1952 sulla struttura del muscolo) lavorò per un periodo al laboratorio Francis O. Schmitt, presso l'Istituto di Tecnologia del Massachusetts, e lì, nel gennaio 1953, incontrò Jean Hanson (dottorato in struttura molecolare presso King's College, Londra 1951). Huxley sosteneva che le proteine muscolari, in particolare la miosina, formassero filamenti strutturati che danno origine al sarcomero. Perciò, i due studiosi usarono il microscopio elettronico per studiare in dettaglio i filamenti muscolari, e così confermarono la natura filamentosa delle proteine muscolari. In particolare la miosina e l'actina formano filamenti sovrapposti di cui, i filamenti di miosina costituiscono la banda A (la regione scura del sarcomero), mentre i filamenti di actina costituiscono la banda I e attraversano anche la banda A (regione chiara). Dunque, nel 1953, Huxley suggerì la teoria del filamento scorrevole.
Nel frattempo, nel 1949, Andrew F. Huxley aveva scoperto il meccanismo della trasmissione dell'impulso nervoso (il potenziale d'azione per cui vinse il Premio Nobel per la Fisiologia e la Medicina nel 1963) utilizzando la propria tecnica del voltage clamp (morsetto di tensione). Successivamente, nel 1952, Rolf Niedergerke, un medico tedesco, lo raggiunse all'Università di Cambridge per aiutarlo nel sezionamento delle fibre muscolari e fu allora che sviluppò il suo microscopio a interferenza, più adatto allo studio di strutture molto fini, quali le fibre muscolari. Dunque, Huxley trascorse l'estate del 1953 al laboratorio biologico marino a Woods Hole, Massachusetts, luogo dove incontrò Hugh Huxley e Jean Hanson, con i quali ha condiviso dati e informazioni sul loro lavoro.

### Teoria del filamento scorrevole
La teoria del filamento scorrevole nasce col numero del 22 maggio 1954 di Nature, con due articoli pubblicati sotto lo stesso tema (“Structural Changes in Muscle During Contraction”).

#### Ipotesi di Huxley-Niedergerke
Il primo articolo pubblicato è stato scritto da Andrew F. Huxley e Rolf Niedergerke, ed è intitolato “Interference microscopy of living muscle fibres". Questo si basa sullo studio del muscolo nella rana, previa microscopio a interferenza. I due autori affermavano che:
1. le bande I sono composte da filamenti di actina e le bande A principalmente da filamenti di miosina;
2. durante la contrazione, i filamenti di actina si spostano nelle bande A tra i filamenti di miosina.

#### Ipotesi di Huxley-Hanson
Il secondo articolo pubblicato era di Hugh E. Huxley e Jean Hanson, intitolato "Changes in the cross-striations of muscle during contraction and stretch and their structural interpretation". Questo esplica i risultati ottenuti in merito allo studio del muscolo nel coniglio, utilizzando microscopi elettronici e a contrasto di fase. L'articolo affermava che:
1. la struttura portante di una fibra muscolare sono i filamenti di actina che si estendono dalla linea Z fino a un'estremità della zona H, dove sono attaccati a un componente elastico, definito filamento S;
2. i filamenti di miosina si estendono da un'estremità della banda A attraverso la zona H fino all'altra estremità della banda A;
3. i filamenti di miosina rimangono di lunghezza relativamente costante durante l'allungamento o la contrazione;
4. se i filamenti di miosina si contraggono oltre la lunghezza della banda A, le loro estremità si piegano per formare bande di contrazione;
5. i filamenti di miosina e actina giacciono fianco a fianco nella banda A e in assenza di ATP non formano legami crociati;
6. durante lo stretching aumentano di lunghezza solo le bande I e la zona H, mentre le bande A rimangono le stesse;
7. durante la contrazione i filamenti di actina si muovono nelle bande A e la zona H si riempie, le bande I si accorciano, la linea Z entra in contatto con le bande A;
8. la possibile forza trainante della contrazione è rappresentata dai legami acto-miosinici, che dipendono dall'idrolisi dell'ATP da parte della miosina.

Nonostante le prove fornite, la teoria del filamento scorrevole non ottenne alcun supporto in seguito alla pubblicazione. 
Bisognerà aspettare il 1957 quando, Hugh Huxley, con il nuovo microscopio elettronico, confermò la natura sovrapposta dei filamenti; la sua pubblicazione mostrò l'esistenza del legame acto-miosinico e, solo 5 anni dopo, venne fornita la prova definitiva che il cross-bridge era un'interazione dinamica tra filamenti di actina e filamenti di miosina. Nel 1965, Huxley riuscì a ottenere, tramite cristallografia a raggi X, la disposizione molecolare dei filamenti contrattili. La teoria fu accettata nel 1972, in seguito a una conferenza al laboratorio di Cold Spring Harbor.
Hugh Huxley ha formalmente proposto il meccanismo per lo scorrimento dei filamenti, il "swinging cross-bridge model", nel 20 giugno 1969 sulla rivista Science, sotto il titolo “The Mechanism of Muscular Contraction". Egli affermò che lo scorrimento dei filamenti avviene per attacco e distacco ciclico della miosina sui filamenti di actina; la contrazione si verifica quando la miosina tira il filamento di actina verso il centro della banda A, si stacca dall'actina e crea una forza (il "working stroke") per legarsi alla successiva molecola di actina.

## Modello cinetico di Huxley

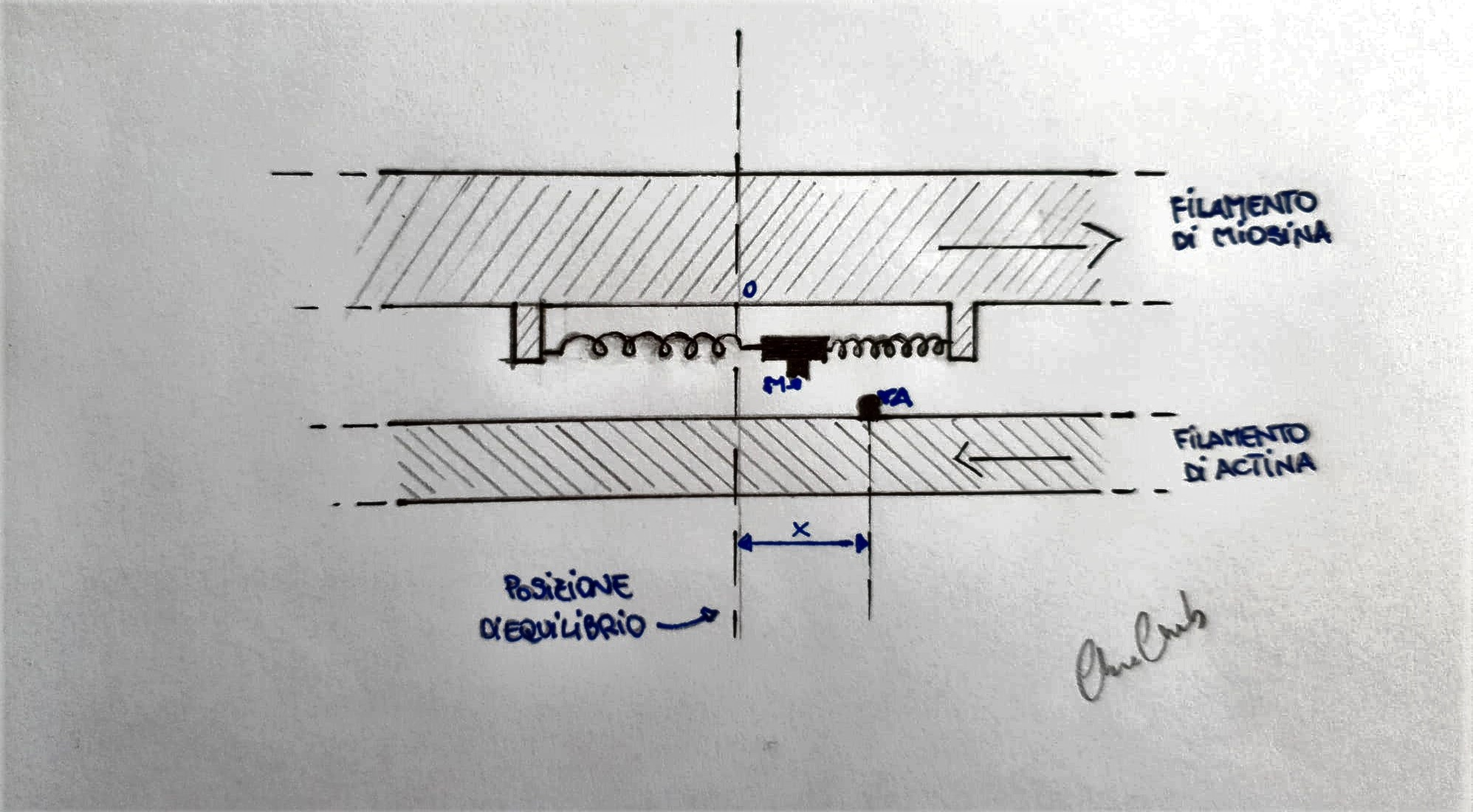
Schema del modello cinetico con filamento di miosina (sopra), e filamento di actina (sotto). Con (M) si indicano i cross-bridge, con (A) si indicano i siti di interazione, con (O) si indica il punto di equilibrio. (Autori: Cerbureanu Claudia / Patrussi Andrea

A quei tempi, non si conosceva la struttura della testa miosinica e lo scorrimento tra i filamenti era attribuito ai cross-bridge: elementi facenti parte della struttura dei filamenti spessi. Questi elementi, in condizioni di riposo, oscillano per moto browniano nella loro posizione di equilibrio, smorzato da componenti elastiche. Sui filamenti sottili ci sono invece i siti di interazione per questi elementi. L'accorciamento avveniva in seguito alla formazione di legame tra i cross-bridge dei filamenti spessi e i relativi siti di interazione sui filamenti sottili. 
Andrew Huxley indicò i cross-bridge con M e i siti di interazione con A. 
L'interazione tra questi è dipendente da costanti di velocità, ovvero probabilità di formazione di legame. Huxley assunse che le velocità delle costanti di attacco e distacco erano dipendenti dalla posizione relativa tra M e A; queste costanti di velocità non hanno un valore fisso, al contrario, esso cambia in funzione di dove si viene a trovare M rispetto ad A. 
Egli indicò successivamente con O la posizione di equilibrio di M e assunse che lo scorrimento del filamento di actina, rispetto al filamento di miosina, avvenga da destra verso sinistra. 
Considerò quindi i valori (x) a destra di O come positivi, a sinistra di O come negativi. 
Huxley usò nello studio la seguente equazione cinetica:
{\displaystyle {\frac {dn}{dt}}=f(N-n)-gn}
Cercando di semplificare il modello:
- si indica con f la costante di velocità per la formazione del legame, che aumenta linearmente nella zona delle x positive. Il campo di esistenza (C.E.) di attacco è un intervallo limitato di posizioni relative che varia fra 0 (posizione di O) e una posizione di x precisa che è h:

```

  

    

      

        
A

        
+

        
M

        

          
→

          

            
f

          

        

        
A

        
M

      

    

    
{\displaystyle A+M\xrightarrow {f} AM}

  

```

- Huxley immaginò che la velocità di distacco dipendesse da un composto con un gruppo fosfato (Pi) ad alta energia (l'ATP fu identificato solo successivamente). Si indica con g la costante di velocità di distacco, che esiste in tutto il C.E. Tra 0 e le x positive aumenta linearmente, però con una pendenza minore di f; nella zona delle x negative è invece costante, con un valore 4 volte più grande rispetto al valore massimo che f assume alla distanza h:

{\displaystyle AM+XP_{i}\xrightarrow {g} A+M+X+P_{i}}
- se n è la frazione di legami formati, 1-n è il numero di legami che non si sono formati. Perciò la variazione nel tempo del numero di cross-bridge è data da:

{\displaystyle f\cdot \ (1-n)+g\cdot \ n=0} {\displaystyle \longrightarrow } {\displaystyle n={\frac {f}{f+g}}}
- perciò, in uno stato stazionario il numero di cross-bridge formati è dato da:

{\displaystyle {\frac {f}{f+g}}}
Pertanto, M (il cross-bridge) si trova in una posizione di equilibrio e può interagire con il filamento sottile solo se M si trova a destra di O e nell'intervallo (0-h). 
Quando M si lega ad A (sito di interazione), si sente il richiamo elastico della molla (situata immaginariamente nella testa miosinica), che quindi tirerà il filamento sottile verso sinistra. Durante lo scorrimento esiste la costante f di attacco (il legame si forma) e anche la costante g di distacco (il legame si rompe) per cui, il legame si romperà e si riformerà. 
Quando il complesso AM oltrepassa lo 0 e va nella zona dei valori di x negativi, esiste solo la costante g, per cui si avrà la rottura del legame, che non si riformerà, perché f esiste solo nel C.E.: (0-h). In questa fase si osserva un accorciamento continuo del muscolo, dipendente solo dal numero di legami formatisi contemporaneamente. L'accorciamento è continuo poiché gli attacchi-distacchi non avvengono in contemporanea, ma a tempi diversi. 
La forza sviluppata dipende dal numero totale di legami AM, ma soprattutto dal numero di legami AM presenti nei valori positivi di x, poiché nei valori negativi di x i legami AM sono molto bassi perché si staccano non appena entrano in questa regione. 
Si vede quel che accade in condizioni isometriche (condizione nella quale non si ha scorrimento dei filamenti sottili):
I legami AM si formano solo per i M nella zona (0-h), sottoposti a costante di attacco f e distacco g. Il numero di n formati è costante e dipende perciò dal rapporto costante {\displaystyle {\frac {f}{(f+g)}}}. 
In condizioni isometriche i legami tra cross-bridge e siti di interazione sull'actina ciclizzano, perciò consumano energia con produzione di calore. 
Durante l'accorciamento si ha invece una maggior produzione di calore rispetto alle condizioni isometriche, poiché aumenta la controparte 1-n (i legami si trovano tutti nei valori negativi di x) e aumenta la frequenza delle interazioni acto-miosiniche.
È importante anche la quantità di tempo in cui una costante (g o f) agisce: per accorciamenti lenti, i legami AM saranno sottoposti per più tempo nella regione di x positive, dove esistono entrambe le costanti; se l'accorciamento è più veloce, si formano meno legami AM nella regione delle x positive perché la costante f agisce per un tempo minore (rispetto a un tempo standard), e si rompono meno legami nella regione di x negative (di conseguenza ci vuole più tempo affinché tutti i legami si rompano). I legami, che rimangono nella posizione della regione delle x negative, esercitano una forza opposta rispetto a quelli della regione delle x positive fino a quando non vengono rotti (agisce la molla opposta su M). Tutto ciò consegue in una diminuzione di forza a livello della miofibrilla. 
Quando si raggiunge la massima velocità di accorciamento, c'è un numero di legami che si formano nella regione delle x negative che si estendono fino a una distanza più grande, esercitando una forza negativa che eguaglia la forza compiuta dai legami nella regione delle x positive, con il risultato che si annullano a vicenda e la forza totale diventa uguale a 0.
Il modello cinetico di Huxley, elaborato nel 1957, spiega l'effetto Fenn, ovvero che l'energia prodotta aumenta con l'aumentare del numero di legami che si formano. Il modello cinetico però non spiega come la molla miosinica generi forza appena M si unisce ad A. Per quest'aspetto bisogna aspettare il 1971, quando Sir A.F. Huxley e R.M. Simmons proporranno il meccanismo della generazione di forza sulla base di esperimenti di meccanica muscolare noti con il nome di transienti di forza.